# Лумшорські водоспади
Лумшо́рські водоспа́ди — група водоспадів в Українських Карпатах, гідрологічна пам'ятка природи місцевого значення (за назвою «Водоспад на р. Туриця»). Розташовані в межах Перечинського району Закарпатської області. 
Водоспади розташовані за 3,5 км на північний схід від села Лумшори, на річці Туричці (притока Тур'ї), неподалік від північно-західних схилів Полонини Рівної, яка являється найбільшою Полониною Закарпаття та й взагалі всіх Українських Карпат. 
Найбільші Лумшорські водоспади: Соловей, Буркач, Давір (Партизан), Переступень та Крутило. 
В одному з найвищих водоспадів, який має назву Давір (за радянських часів його назвали Партизан або Червоний партизан), між гігантськими старовинними кам'яними брилами, вода падає зі скелі потужним прямовисним струменем заввишки понад 4 м, утворюючи біля підніжжя невелике озеро. 

## Світлини

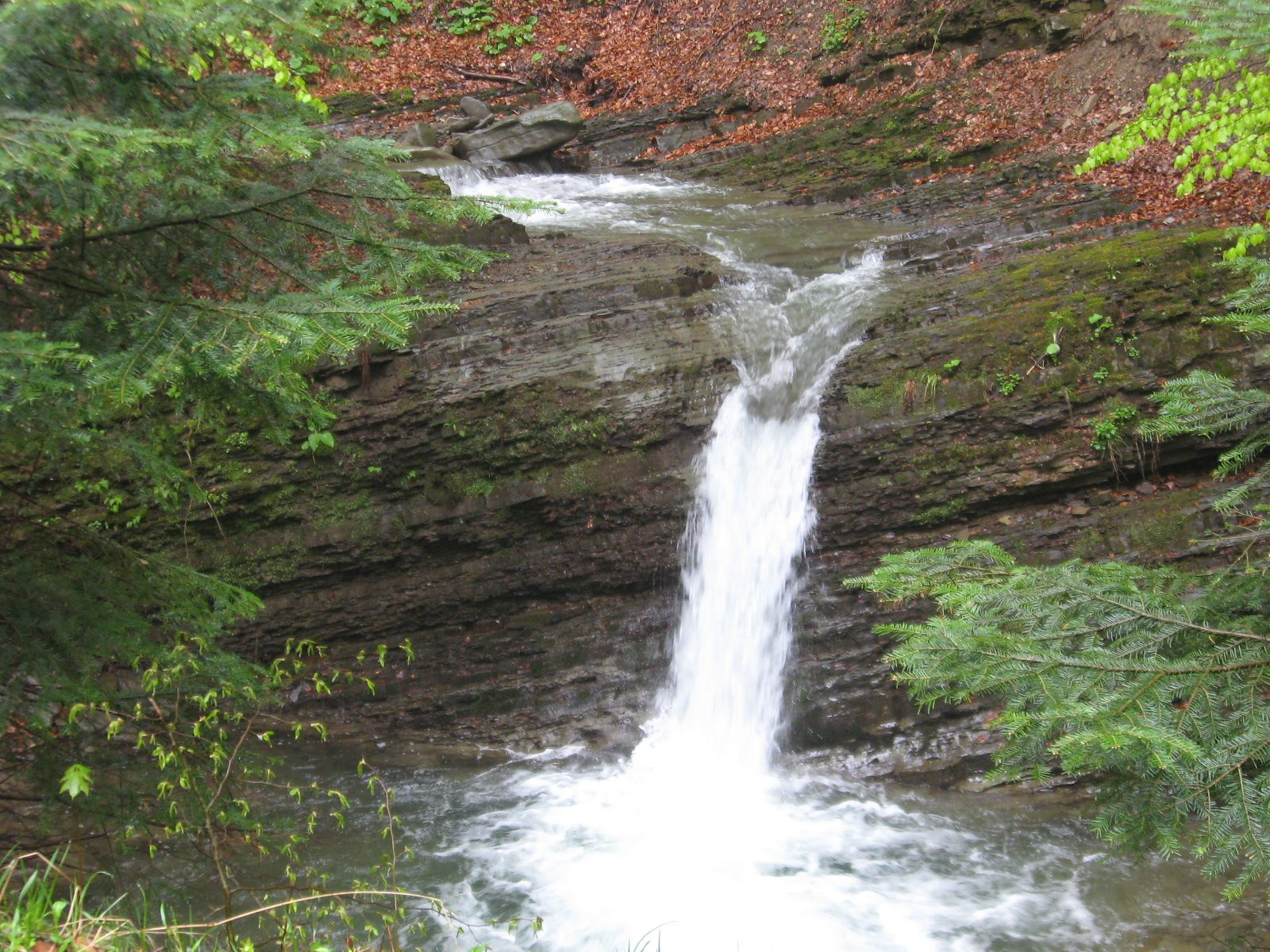
Крутило (Кічера)
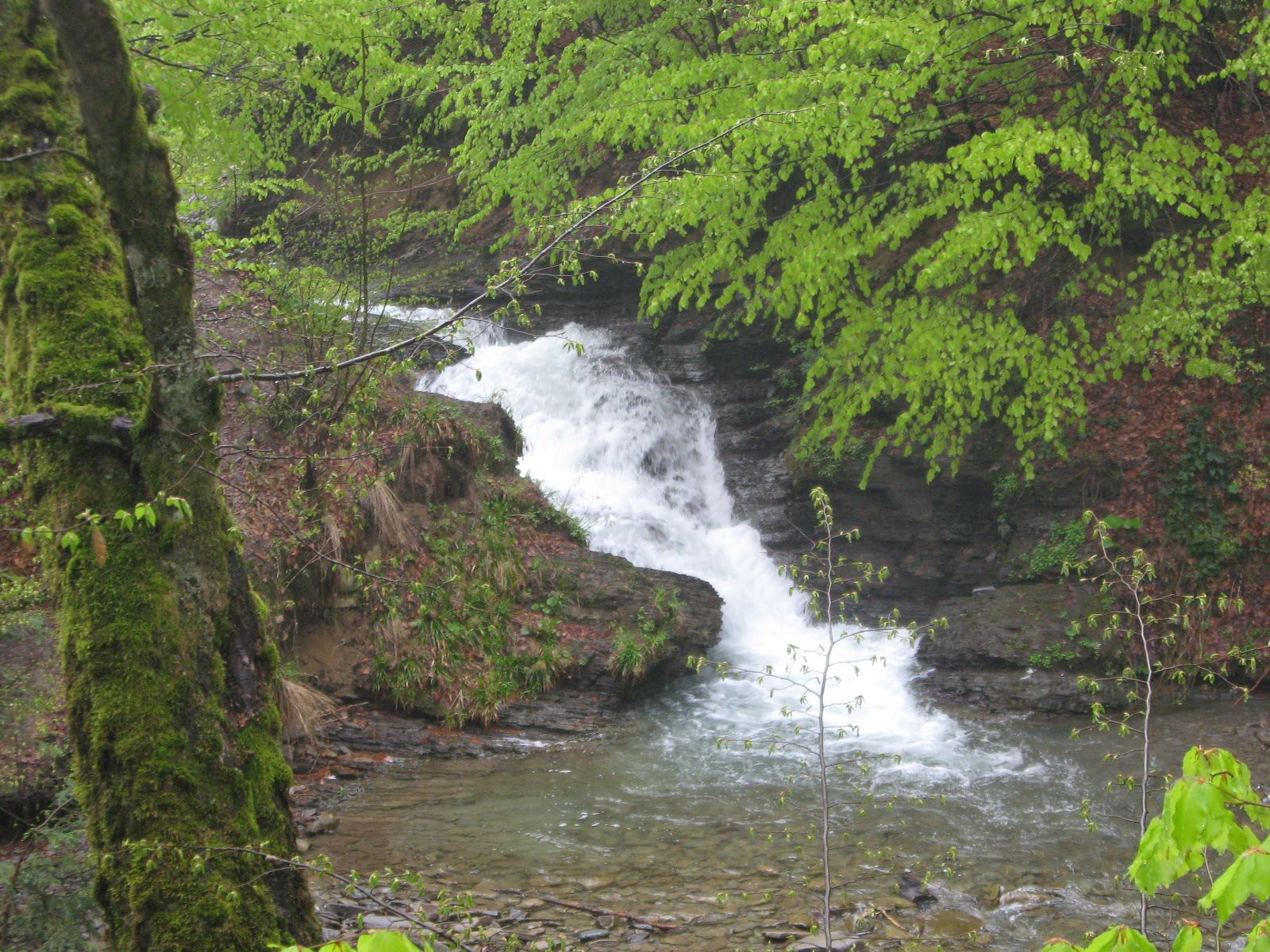
Переступень (Філоненка)
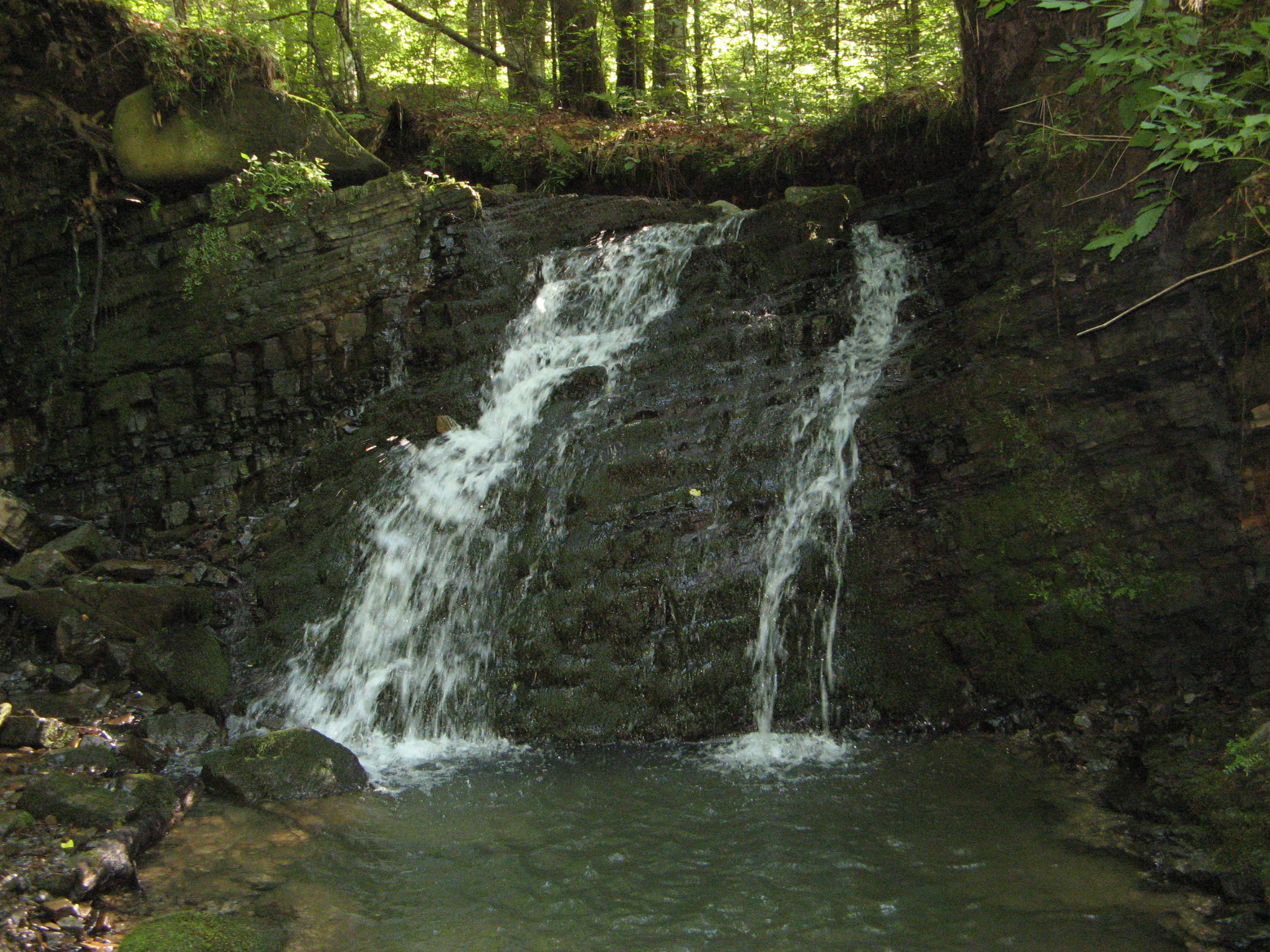
Буркач
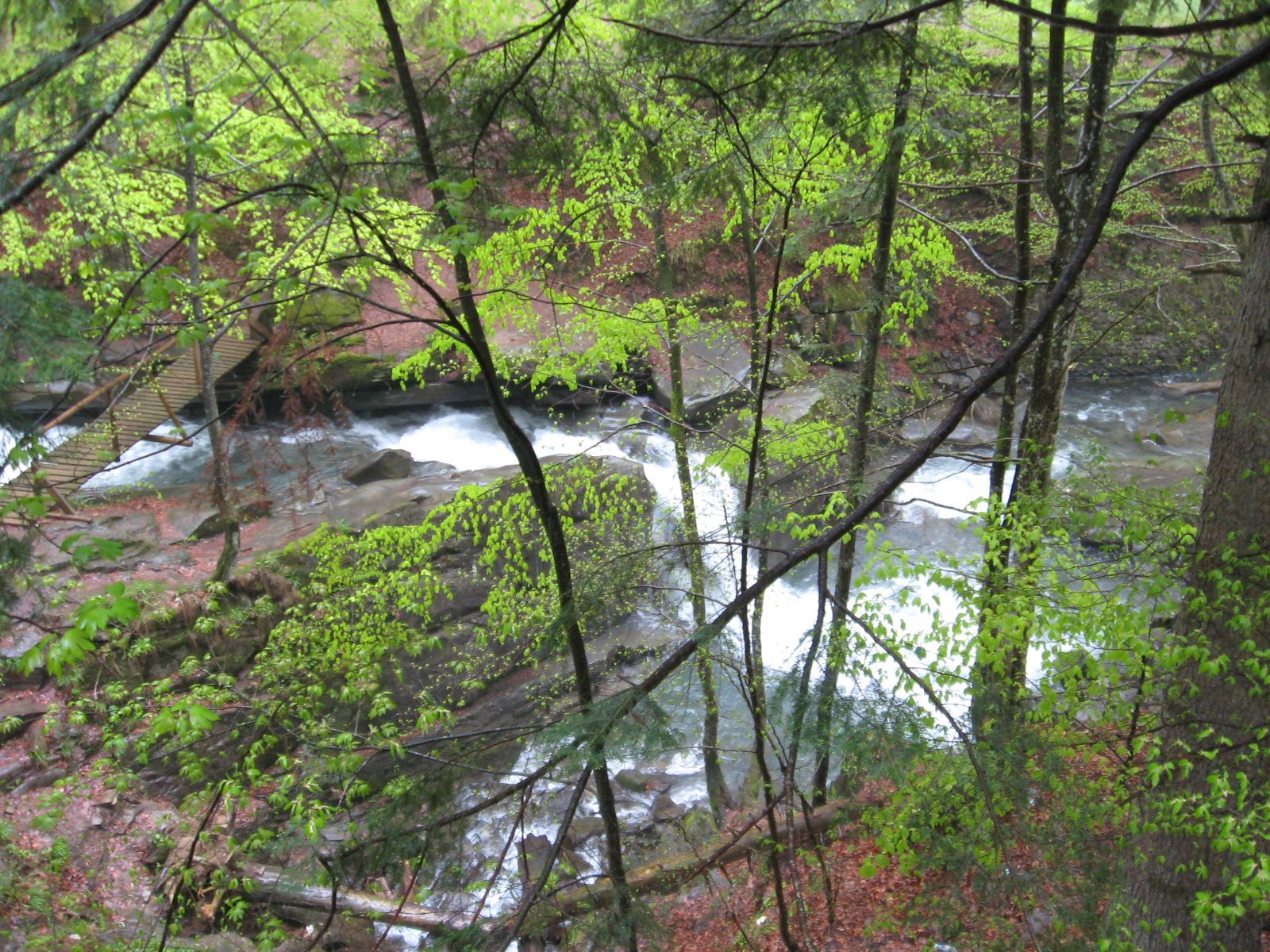
Давір (Партизан)
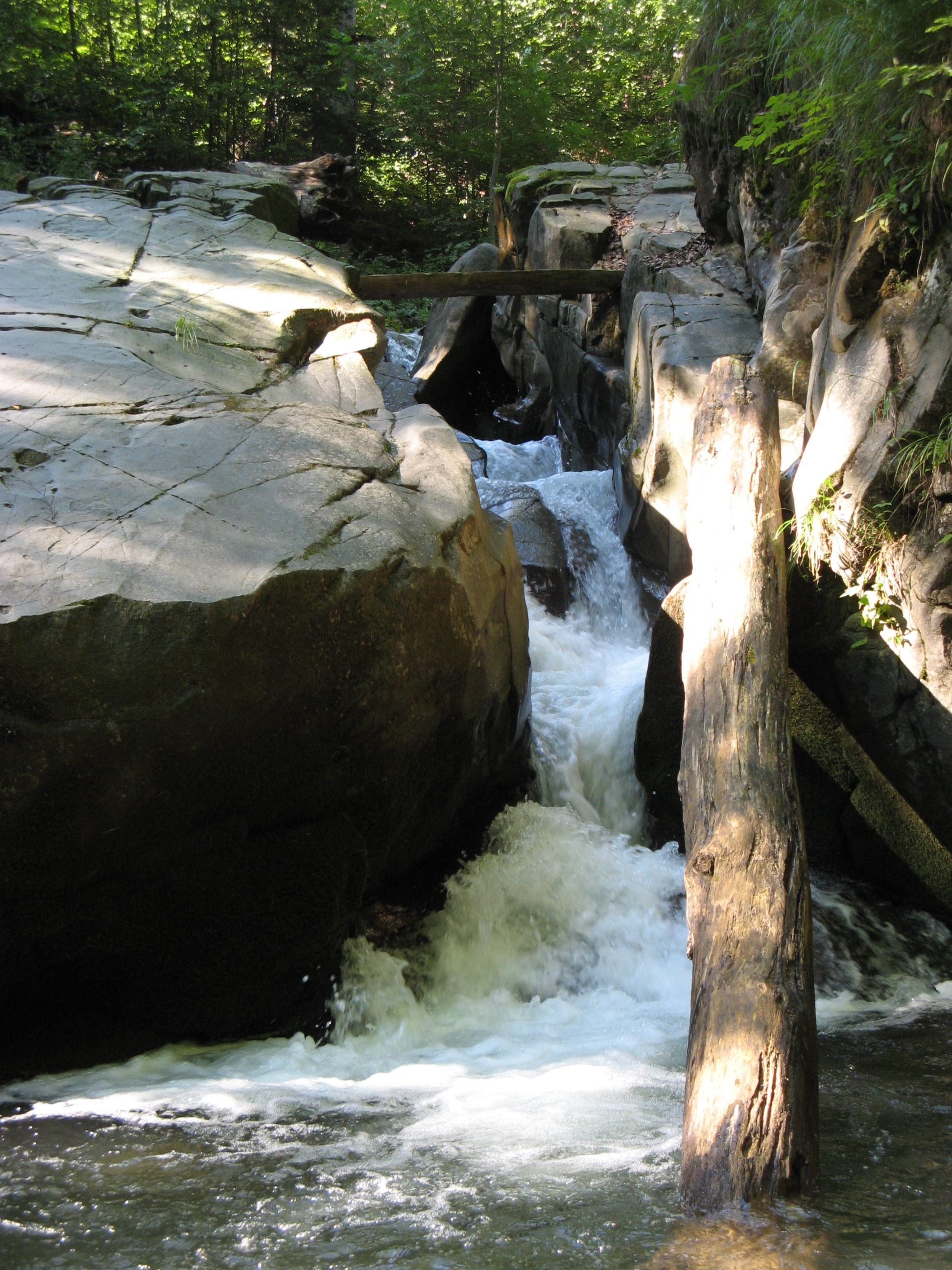
Соловей